# Fjord de Salluit
Fjord de Salluit är en vik i Kanada.   Den ligger i provinsen Québec, i den östra delen av landet, 1 900 km norr om huvudstaden Ottawa.
Omgivningarna runt Fjord de Salluit är i huvudsak ett öppet busklandskap. Trakten runt Fjord de Salluit är nära nog obefolkad, med mindre än två invånare per kvadratkilometer.